# Харидаса Тхакур
Харидас Тхакур (IAST: Haridāsa Ṭhākura) — гаудия-вайшнавский (кришнаитский) святой, где он почитается как «намачарья» — духовный учитель в воспевании «святого имени» Кришны.
Харидас Тхакур считается воплощением Брахмы. Когда во времена Кришны Брахма, чтобы проверить его, украл мальчиков-пастушков и телят и усыпил их, Кришна принял образ всех этих мальчиков-пастушков и в течение года никто даже не заподозрил замену. Посрамленный Брахма извинился перед Кришной и попросил, чтобы искупить свое оскорбление, возможности родиться в низкой семье и иметь возможность всегда служить ему. В результате во времена Чайтаньи (1486—1534) Брахма явился как Харидас Тхакур.
Харидас Тхакур родился в семье брахманов. Однако, когда он был ещё младенцем, его родители умерли, и его взяли на воспитание соседи-мусульмане. Они назвали его Ибрагим. Он не ел и не спал, пока не заканчивал свой ежедневный обет воспевания имени Кришны 300 тыс. раз. Его называли Харидасом, поскольку он считал себя слугой Господа Хари (Кришны) и все время повторял его «святые имена». Его называют Намачарьей, или учителем святого имени. Он объяснил, что, повторяя святое имя, можно делать это на трех уровнях: уровень, когда мы совершаем оскорбления святого имени, уровень, когда мы стараемся свести к минимуму оскорбления, а также чистое повторение. Он также объяснил десять видов оскорблений при повторении святого имени, которые позже Бхактивинода Тхакур описал в «Харинама-чинтамани».
Однажды, Рамачандра Хан, землевладелец из деревни, где жил Харидас, подослал к нему проститутку, чтобы совратить его. Три дня она приходила к Харидасу по вечерам, и он говорил, что удовлетворит её желания, когда закончит повторять святые имена. К утру она уходила ни с чем. Однако, слушая его чистые молитвы, она сама очистилась, раскаялась, оставила свою «профессию», и стала великой святой. Позже к Харидасу пришла олицетворенная Майядеви (иллюзорная энергия) в образе прекрасной женщины, и она также не смогла очаровать его, и приняла его своим духовным учителем.
Однажды, когда Харидас Тхакур жил в пещере, там поселилась ядовитая змея. Окружающие люди, которые приходили к этому великому святому, очень боялись её и просили Харидаса Тхакура сменить место жительства. В конце концов, он согласился, но перед тем, как он вышел из пещеры, на глазах у всех, змея уползла из пещеры.
Однажды, местный кази приказал за вероотступничество наказать Харидаса, протащив его через двадцать две рыночные площади, избивая палками. Несмотря на то, что обычно люди умирали на третей площади, Харидас продолжал повторять святые имена. На двадцать второй площади Харидас благодаря мистической силе остановил дыхание, и все подумали что он умер. Его сбросили в Гангу, но он пришёл во внешнее сознание, переплыл на другой берег и продолжил повторять святые имена. Не только кази, но и набоб Бенгалии были потрясены и признали его великим святым. Харидас Тхакур проповедовал, что Бог один для всех, и повторение любых Его имен приносит благо.
Вместе с Нитьянандой, Харидас Тхакур распространял воспевание имени Кришны (харинама-санкиртану) по всей Бенгалии. В Джаганнатха-Пури, где Харидас Тхакур проводил свои последние дни, Чайтанья регулярно посылал ему прасад и обсуждал с ним темы о Кришне.
Однажды, когда Чайтанья увидел, что Харидас повторяет мантру под палящим солнцем, Он явил одно из своих чудес. Он воткнул в землю палку дерева бакула, и оно сразу же выросло в огромное тенистое дерево, под которым Харидас стал повторять святые имена. Это дерево находится в городе Пури и поныне.
Харидас Тхакур умер, воспевая мантру Харе Кришна в присутствии Чайтаньи. После смерти Харидаса Тхакура, Чайтанья отнёс его тело к океану и своими собственными руками похоронил в песке.

## Харидас Тхакур в искусстве
О Харидасе Тхакуре снят фильм с одноименным названием: Харидас Тхакур (недоступная ссылка).